# Mosteiro dos Jerónimos

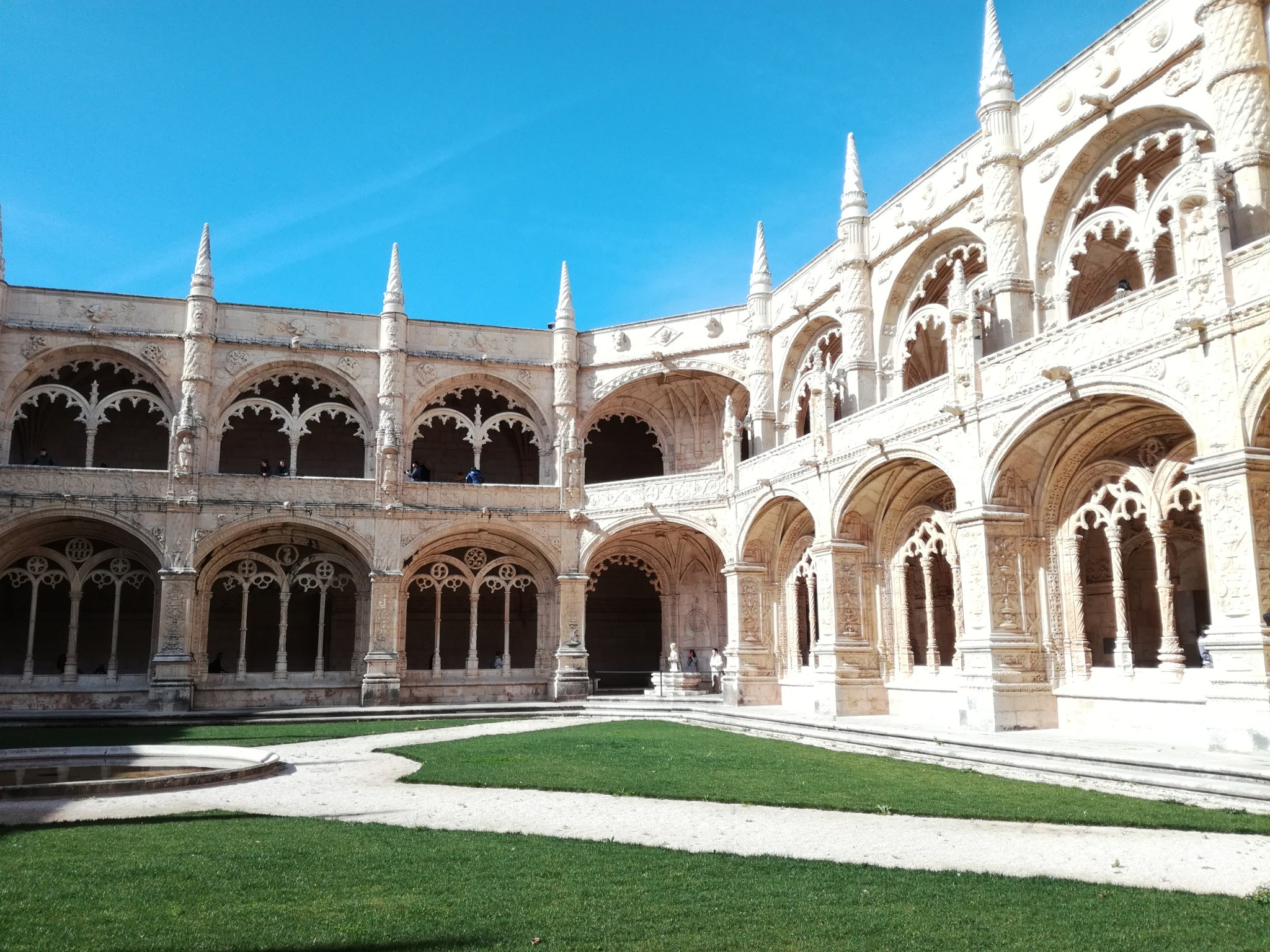
De kloostergang met twee niveaus

Het Mosteiro de Santa Maria de Belém, beter bekend als het Mosteiro dos Jerónimos, is een 16e-eeuws hiëronymietenklooster in Belém, een stadsdeel van de Portugese hoofdstad Lissabon.
Het is het meest opmerkelijke Portugese kloostergeheel van zijn tijd. Het wordt beschouwd als het hoogtepunt van de manuelijnse architectuur en de kerk als een van de belangrijkste hallenkerken van Europa. De bouw begon op initiatief van koning Manuel I in het begin van de 16e eeuw en zou honderd jaar duren, onder leiding van vier opeenvolgende bouwmeesters. Daarvan speelde vooral de tweede bouwmeester, João de Castilho, een beslissende rol in het welslagen van de onderneming.
Het Mosteiro dos Jerónimos is sinds 1907 geclassificeerd als nationaal monument en in 1983 werd het samen met de Torre de Bélem erkend als UNESCO-Werelderfgoed. Sinds 2016 heeft het de status van Panteão Nacional (nationale eregalerij).
De oprichting van het klooster was nauw verbonden met het Portugese koningshuis en de tijd van de grote ontdekkingen, waardoor het al vroeg werd beschouwd als een van de symbolen van de Portugese natie. Vandaag is het een van de belangrijkste toeristische trekpleisters van de hoofdstad, met meer dan een miljoen bezoekers per jaar.

## Geschiedenis
In 1452 liet prins Hendrik de Zeevaarder in Restelo, een dorp en ankerplaats aan de monding van de Taag even buiten Lissabon, een kluizenarij gewijd aan Santa Maria de Belém oprichten om te voldoen aan de geestelijke noden van de zeevaarders. Ontdekkingsreizigers als Vasco da Gama en Pedro Álvares Cabral brachten er voor hun vertrek biddend de nacht door.
In 1496, aan de vooravond van de reis waarop da Gama de zeeroute naar Indië zou ontdekken, richtte koning Manuel I een verzoek aan de Heilige Stoel om op de plaats van de oude kluizenarij een groot klooster te mogen bouwen. De werkzaamheden begonnen op 6 januari 1501 of 1502 (het exacte jaartal is onbekend). Da Gama was uit Indië teruggekeerd en dankzij de lucratieve handel met het Oosten kon de koning enorme financiële middelen ter beschikking stellen. Voor het prestigeproject werden gerenommeerde meesters uit binnen- en buitenland aangetrokken. In 1518 besloot Manuel I bij testament om van het klooster het pantheon van zijn dynastie te maken, waarmee hij het uitzonderlijke karakter van de monarchie en zijn eigen afstamming van het koninklijk huis Avis wou benadrukken.
Het klooster werd opgetrokken in pedra lioz, een soort kalksteen uit groeven niet ver van de bouwplaats. Door de enorme omvang van het project en de rijke afwerking was er honderd jaar nodig om het project te voltooien. De verschillende bouwfases werden achtereenvolgens geleid door de bouwmeesters Diogo de Boitaca, João de Castilho, Diogo de Torralva en Jerónimo de Ruão. Het resultaat wordt beschouwd als het hoogtepunt van de manuelijnse architectuur. Het combineert architecturale elementen uit de late gotiek en de renaissance, en verbindt die met een unieke koninklijke, christologische en naturalistische symboliek.
Manuel I schonk het klooster aan de monniken van de Orde van Sint-Hiëronymus, die er zouden blijven tot de opheffing van de kloosterordes in 1834. Daarna werd de kloostergang tot 1940 gebruikt door de Casa Pia, een koninklijke liefdadigheidsinstelling die instond voor de opvang en opvoeding van weeskinderen en de rehabilitatie van bedelaars en behoeftigen. De kloosterkerk werd de parochiekerk van de parochie Santa Maria de Belém. In dat hele proces ging veel van het waardevolle interieur van het klooster verloren.
In 2007 was het Jerónimosklooster opnieuw het toneel van een historische gebeurtenis, toen de staats- en regeringsleiders van de Europese Unie er het Verdrag van Lissabon ondertekenden.

### Bouwgeschiedenis
Tijdens het bewind van koning Manuel I kunnen twee grote bouwfases worden onderscheiden. De eerste fase werd geleid door Diogo de Boitaca, die ook het algemene ontwerp van het klooster en de kerk maakte. Waarschijnlijk paste hij het ontwerp in 1513 aan nadat de koning meer gronden rondom het bouwterrein had verworven, wat wijst op de intentie om de schaal van het project te vergroten.
De tweede fase begon op 2 januari 1517 onder leiding van João de Castilho. Zijn kundige beheer van de verschillende deelprojecten was de sleutel tot het succes van de onderneming. Verspreid over de bouwplaats werkten tegelijk 250 ambachtslui en artiesten aan verschillende deelprojecten. Onder leiding van de Castilho werd de onderste kloostergang voltooid en een begin gemaakt met de bouw van de tweede verdieping, wat zou resulteren in de eerste Portugese kloostergang met twee overwelfde verdiepingen. De twee portalen werden uitgevoerd, net als de sacristie, het refectorium, een deel van de muren en het portaal van de kapittelzaal. In de kerk werden de beuken en de viering overwelfd met een ingenieus gewelfsysteem dat de indruk doet ontstaan dat een enkel gewelf de hele ruimte overspant – de eerste grote Portugese hallenkerk. Met Castilho veranderde ook de stijl van de aanvankelijk laatgotische architecturale aankleding, want via de Spaanse plateresco deed het renaissanceclassicisme zijn intrede in het klooster.
João de Castilho bleef aan als bouwmeester tot 1530. Hij werd tien jaar later opgevolgd door Diogo de Torralva, die tot 1551 zou aanblijven en verschillende eerder begonnen constructies zou afwerken. Er werd ook een nieuwe ingang gebouwd (vervangen in de 17e eeuw), het koorgestoelte werd ontworpen en de hoofdkapel werd aangepast om plaats te maken voor het stoffelijk overschot van Manuel I. Maar het zou Jerónimo de Ruão zijn die, als bouwmeester van 1563 tot zijn dood in 1601, het gebouw zou voltooien. Aan hem is de nieuwe hoofdkapel in maniëristische stijl te danken, die contrasteert met de manuelijnse stijl van de rest van de kerk.
Het oorspronkelijke grondplan volgde het typische schema van een kloostercomplex, met een kerk, een kloostergang en aangrenzende bijgebouwen. De huidige vorm van het klooster bewaart de essentiële aspecten van het 16e-eeuwse grondplan, maar is tegelijk het resultaat van talloze veranderingen en uitbreidingen in de daaropvolgende eeuwen. Met name het vermelden waard is de 19e-eeuwse verbouwing met de toevoeging van het lange gebouw in neo-manuelijnse stijl aan de westkant van het klooster, waar nu het Nationaal Archeologisch Museum en een deel van het scheepvaartmuseum zijn gehuisvest.
In de eerste decennia van de 20e eeuw werden verschillende werken uitgevoerd: het centrale gedeelte van het bijgebouw werd voltooid, het koorgestoelte werd gerestaureerd, de orgels op de koortribune werden afgebroken en in de zuidfaçade werden glas-in-loodramen geplaatst naar een ontwerp van Abel Manta. Andere restauraties gebeurden tijdens de voorbereidingen voor de herdenking in 1940 van de stichting (in 1140) en de restauratie (in 1640) van het Portugese koninkrijk. Het klooster moest dienen als decor van de Tentoonstelling van de Portugese wereld, het grootschalige initiatief van de Estado Novo dat werd gehouden op het enorme terrein tussen het klooster en de Taag. Op dat moment verliet de Casa Pia de kloostergang en de aangrenzende ruimtes. Het inkomportaal werd heropgebouwd en de praalgraven van Luís de Camões en Vasco da Gama werden van de viering overgebracht naar het laagkoor.

## Kerk
Het grondplan van de kerk heeft de vorm van een Latijns kruis, met drie beuken van gelijke hoogte (hallenkerk) die worden overwelfd door een kruisribgewelf ondersteund door zes zuilen, een architecturaal en esthetisch meesterwerk dat wordt toegeschreven aan João de Castilho,

### Gewelf
Het kruisribgewelf past binnen de gedeelde doelstelling in de Europese kerkenbouw van die tijd om schip en beuken ruimtelijk te verenigen en een zo groot mogelijk ruimtegevoel te creëren. Het lijkt de hele ruimte te overspannen in één continue curve van muur tot muur. De zuilen lijken het gewelf nauwelijks te ondersteunen en vallen in de enorme ruimte nauwelijks op.
Het gewelf bestaat uit een netwerk van ribben van ogenschijnlijk gelijke dikte die zowel een esthetische als een structurele functie hebben. Tegengestelde, elkaar stuttende driehoeken vervangen de traditionele dikke gordelbogen, muraalbogen en diagonaalbogen en verbergen het in wezen rechthoekige hoofdrooster van het gewelf. Liernes en tiercerons zijn zo geplaatst dat achthoeken, ruiten en vierkanten worden gevormd die de kromming van het gewelf accentueren.
Het gewelf van de viering overdekt – zonder tussensteunpunten – een ruimte van 28,5 op 19 meter en is daarmee "de meest geslaagde verwezenlijking van de laatmiddeleeuwse ambitie om met een minimum aan steunpunten een zo groot mogelijke ruimte te overspannen" (George Kubler). In die enorme ruimte bereikt ook de overvloedige ornamentatie van de kerk haar hoogtepunt.

### Interieur
De oorspronkelijke hoofdkapel van Boitaca werd in 1571 in opdracht van koningin Catarina (de vrouw van João III) afgebroken en vervangen door een ontwerp van Jerónimo de Ruão, die een maniëristische stijl introduceerde die sterk contrasteert met de manuelijnse romp van de kerk. In de bogen aan weerskanten van de kapel staan de praalgraven van koningen Manuel I en João III en hun echtgenotes. Boven het hoofdaltaar hangt een retabel van schilder Lourenço de Salzedo met taferelen van de passie van Christus en de aanbidding der wijzen.
In de linkerkapel van het transept zijn kardinaal-koning Henrique en de zonen van koning Manuel I begraven, in de kapel rechts koning Sebastião en de nakomelingen van koning João III. Ook twee nationale helden, dichter des vaderlands Luís de Camões en ontdekkingsreiziger Vasco da Gama, liggen in de kerk begraven, in grafmonumenten van de hand van Costa Motta (oom).

### Koortribune
De koortribune boven de westingang van de kerk is enkel via het klooster toegankelijk. Tot 1551 werd ze onder andere gebruikt voor de monastieke activiteiten van de hiëronymieten (gebeden, gezangen en religieuze plechtigheden), aangezien de kapittelzaal tot in de late 19e eeuw onafgewerkt bleef. Het koorgestoelte werd ontworpen door Diogo de Torralva en uitgevoerd door Diogo de Sarça (1548–1550). Op de balustrade staat een gekruisigde christus (1550) van Filipe Brias (de Vlaamse beeldhouwer Filip de Vries). Het beeld werd gemaakt in opdracht van prins Luís, zoon van Manuel I, en wordt beschouwd als een "zegeteken van de renaissance in Portugal".  De reeks schilderijen van de apostelen die in het koorgestoelte zijn geïntegreerd, is van een onbekende meester.

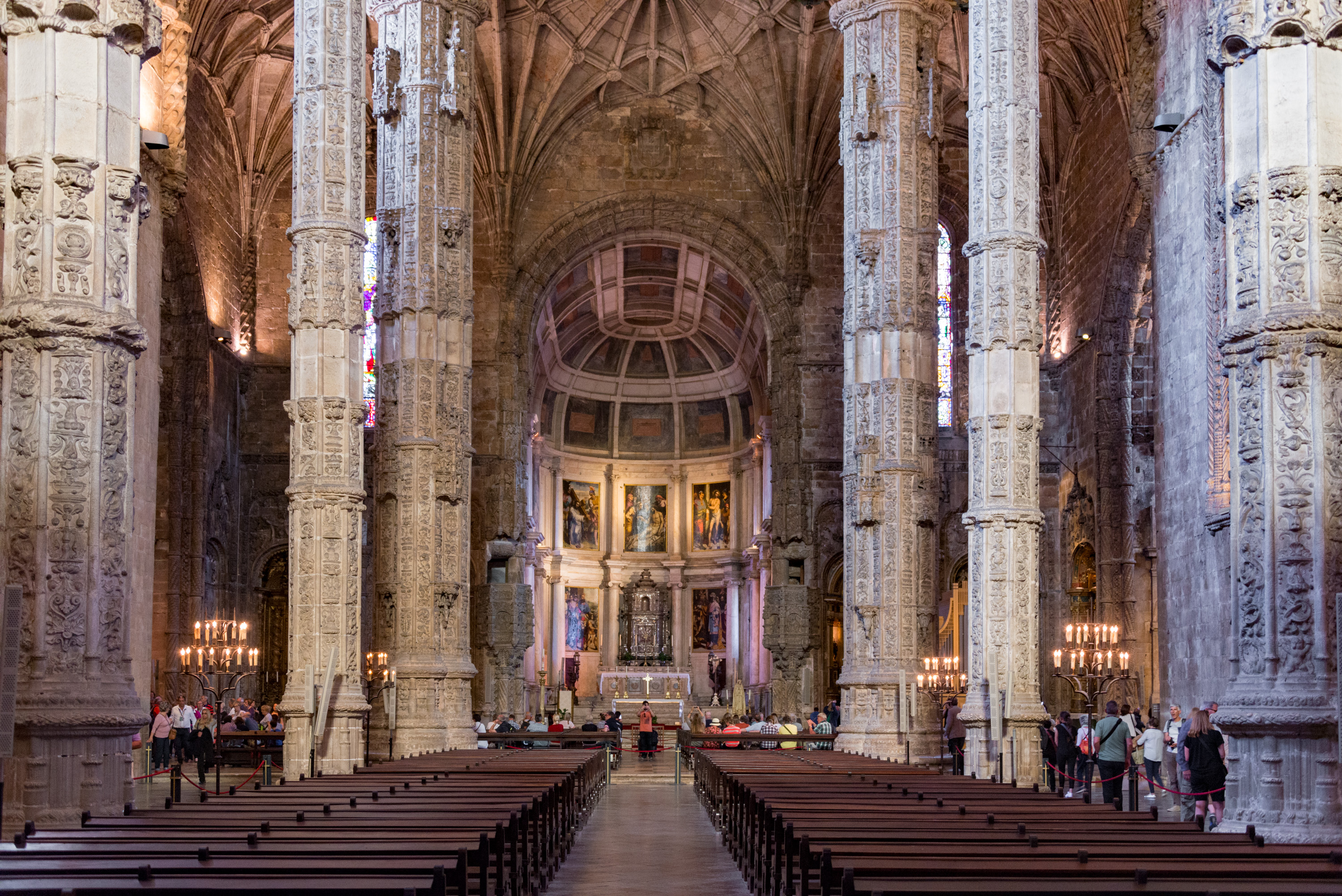
Interieur van de kerk
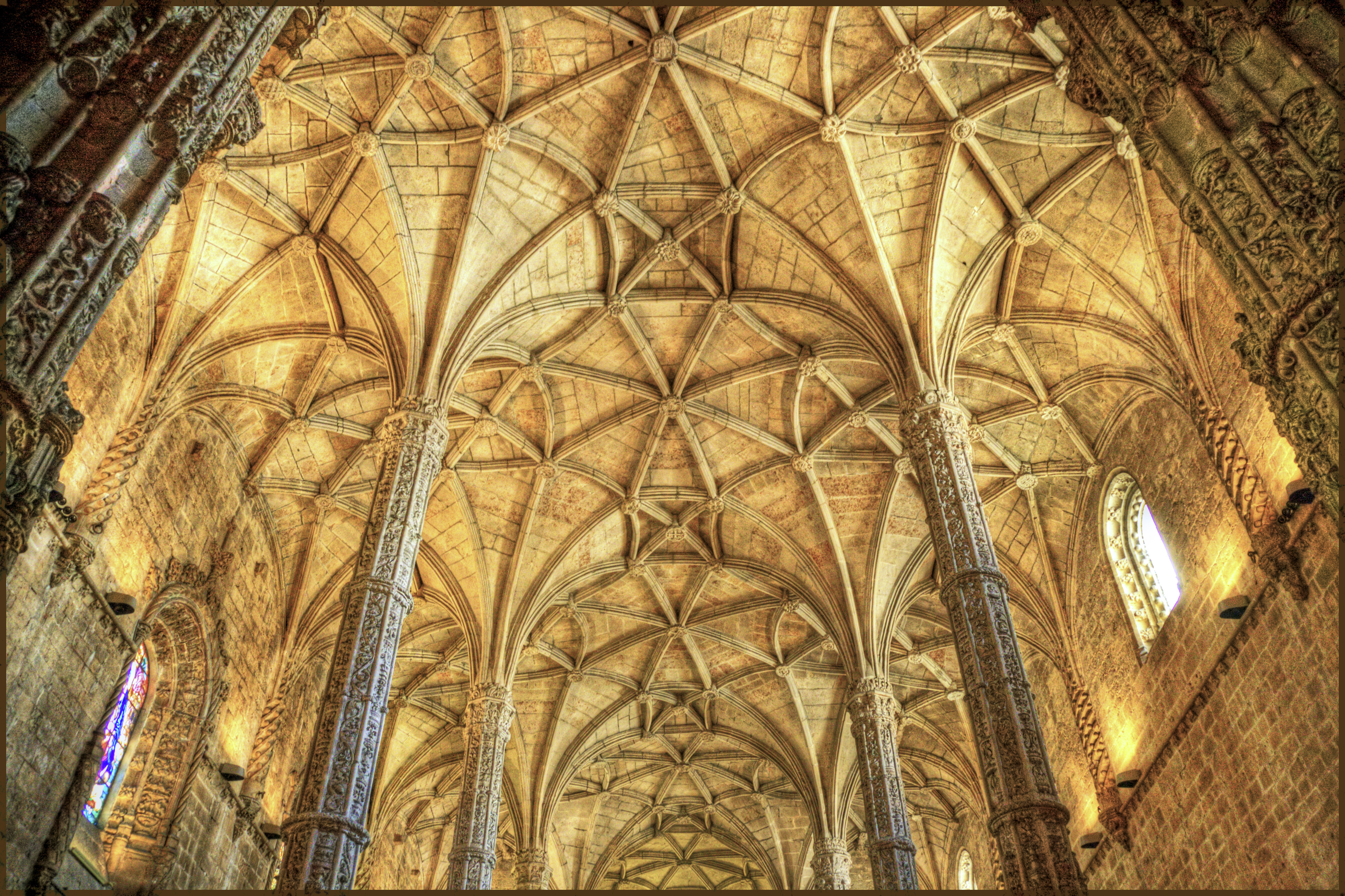
Gewelf
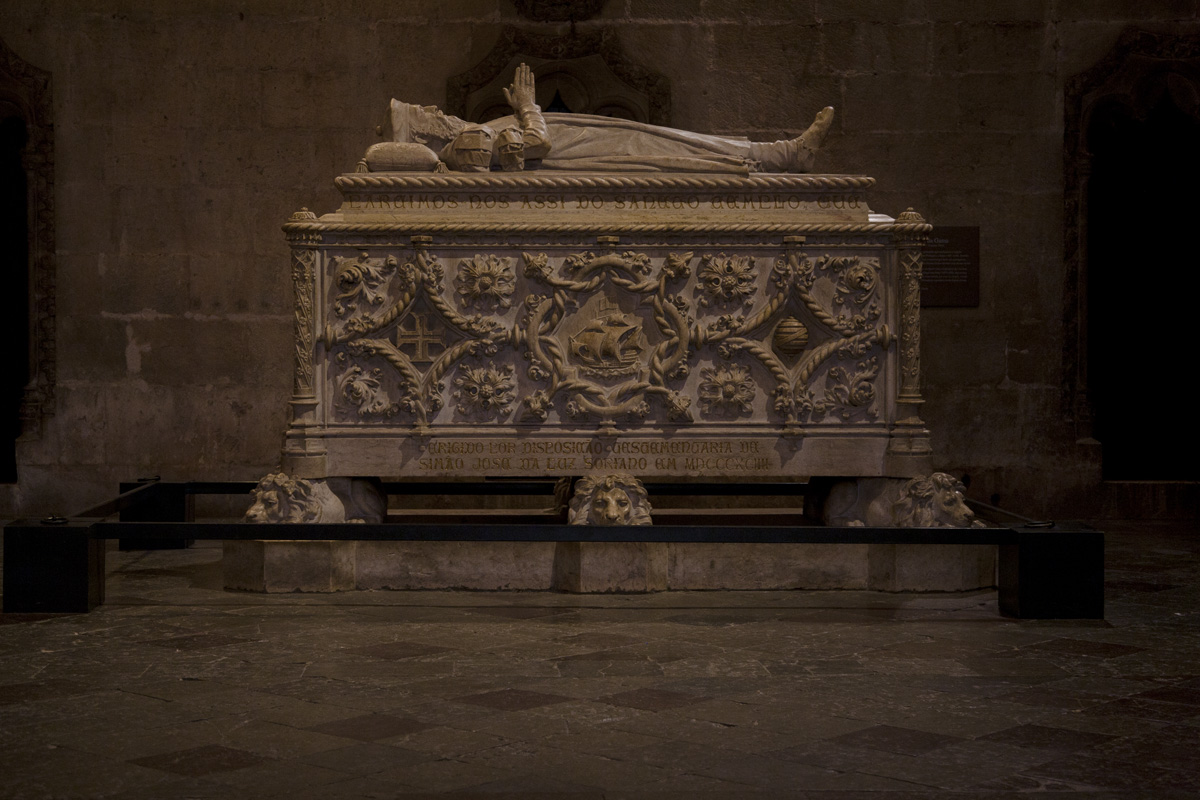
Graf van Vasco da Gama
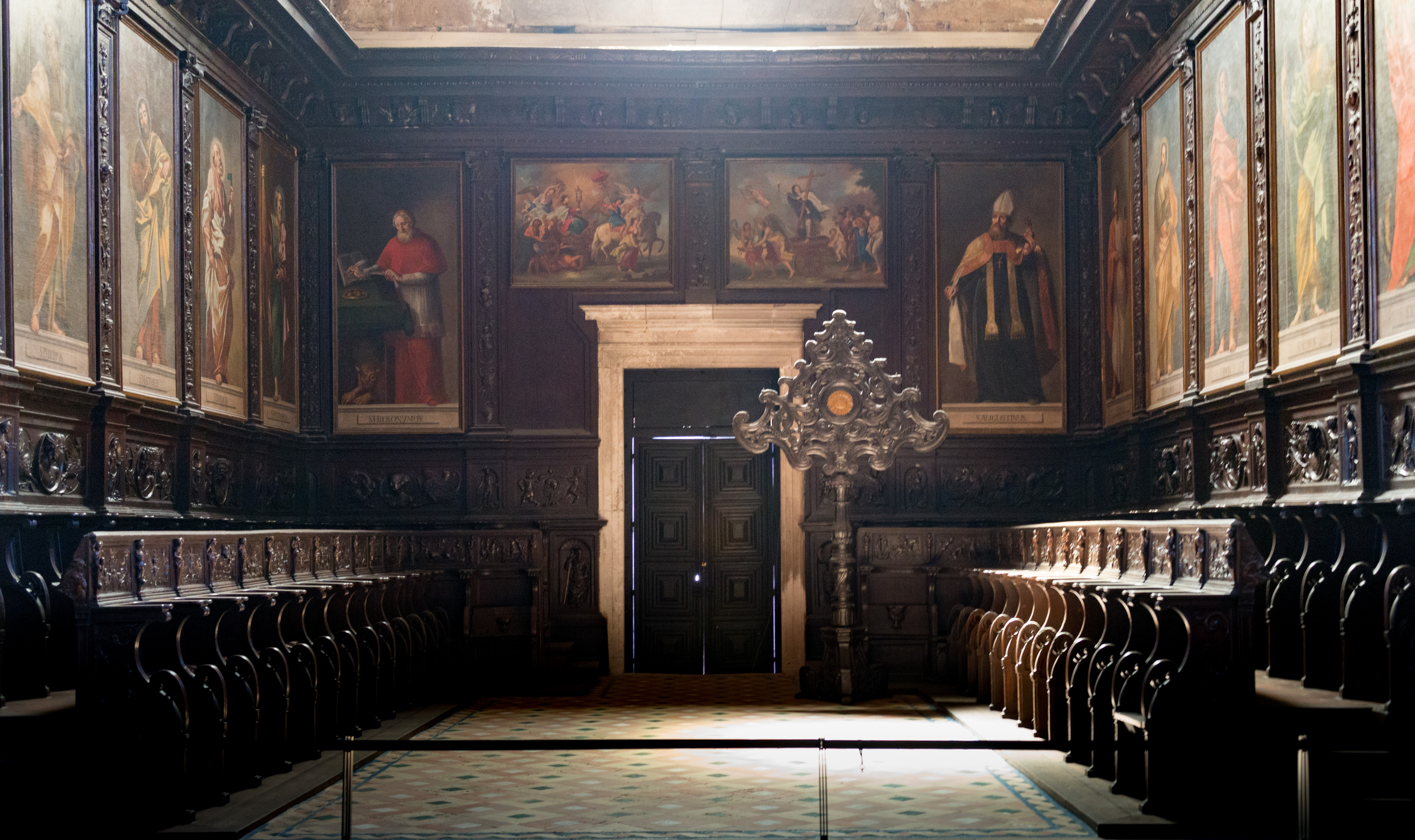
Koorgestoelte op de koortribune

## Kerkportalen
Vanwege hun artistieke en iconografische waarde behoren de twee kerkportalen, het zuidelijk en het westelijk (axiaal) portaal, tot de belangrijkste delen van het Jerónimosklooster. Ze moeten samen worden gezien als een tweeluik ter meerdere eer en glorie van koning Manuel I.

### Zuidportaal
Het zuidportaal werd gebouwd in 1517–1518 door João de Castilho en is een van de rijkste werken van de Portugese laatgotische bouwkunst. De structuur is 32 meter hoog en meer dan 12 meter breed en presenteert zich als een triomfantelijke "poort tot het christendom". Het auteurschap kan niet worden toegeschreven aan één enkele kunstenaar: bij de uitvoering van het globale concept van João de Castilho waren in totaal 200 artiesten en ambachtslui betrokken (ontwerpers, metselaars, beeldhouwers, enz.), die allemaal in meer of mindere mate het eindresultaat hebben beïnvloed. Tot de meest prominente namen behoren Diogo de Castilho, André Pilarte, Juan de la Faya en de Vlaamse Mestre Machim.
Van de twee portalen is het zuidportaal vanuit iconografisch oogpunt het meest complexe. De plaatsing van de 38 heiligenbeelden leest als een samenvatting van de sacrale geschiedenis. In de steunberen staan de sibillen en profeten die de geboorte van Christus hadden voorspeld. Centraal boven het timpaan staat Maria met kind, aan weerskanten omringd door de twaalf apostelen. Daar weer boven staan de vier oorspronkelijke kerkleraars, waaronder Sint-Hiëronymus. Helemaal op de spits staat de aartsengel Michaël, de beschermengel van het Portugese koninkrijk. In het timpaan zijn in bas-reliëf twee scènes uit het leven van Sint-Hiëronymus afgebeeld, met daarboven het koninklijke wapenschild. Om de band van koning Manuel I met het huis Avis te benadrukken, is een prominente plaats centraal tussen de twee toegangsdeuren voorbehouden aan prins Hendrik de Zeevaarder, een grootoom van de koning.

### Westportaal
Hoewel het kleiner is dan het zuidportaal, is het westportaal de hoofdingang van de kloosterkerk. Het ligt immers op de symmetrieas van de kerk ("axiaal") en dus recht voor het hoofdaltaar.
Het oorspronkelijke ontwerp was van Diogo de Boitaca maar werd aangepast door João de Castilho, zoals blijkt uit het gotische karakter met hispano flamenco-invloeden van de architecturale elementen. Het ontwerp werd uitgevoerd door de Franse meester Nicolas Chantereine, die met de introductie van classicistische motieven een belangrijke stilistische verschuiving in de richting van renaissance dicteerde.
Ook dit portaal ontbreekt het niet aan symboliek. In de drie nissen boven de toegangsdeuren zijn scènes afgebeeld van de geboorte van Christus (de aankondiging van de Heer, de geboorte en de aanbidding der wijzen). Tussen de beelden van heiligen en apostelen aan weerskanten van de deuren vallen de veel grotere beelden van de stichters van het klooster op, biddend en elk met zijn patroonheilige: links koning Manuel I met Sint-Hiëronymus, rechts koningin Maria met Johannes de Doper.

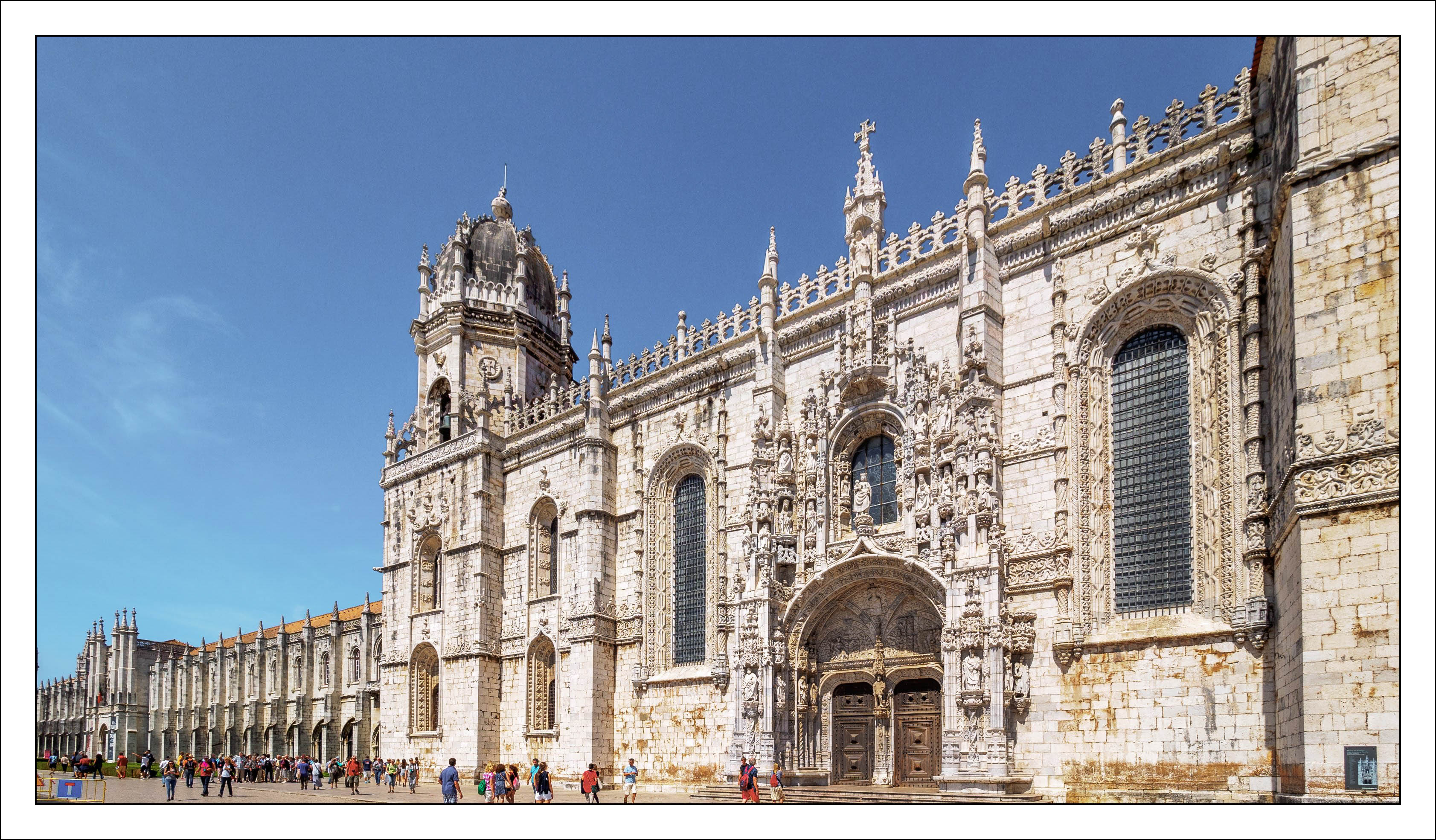
Zuidaanzicht van de kerk
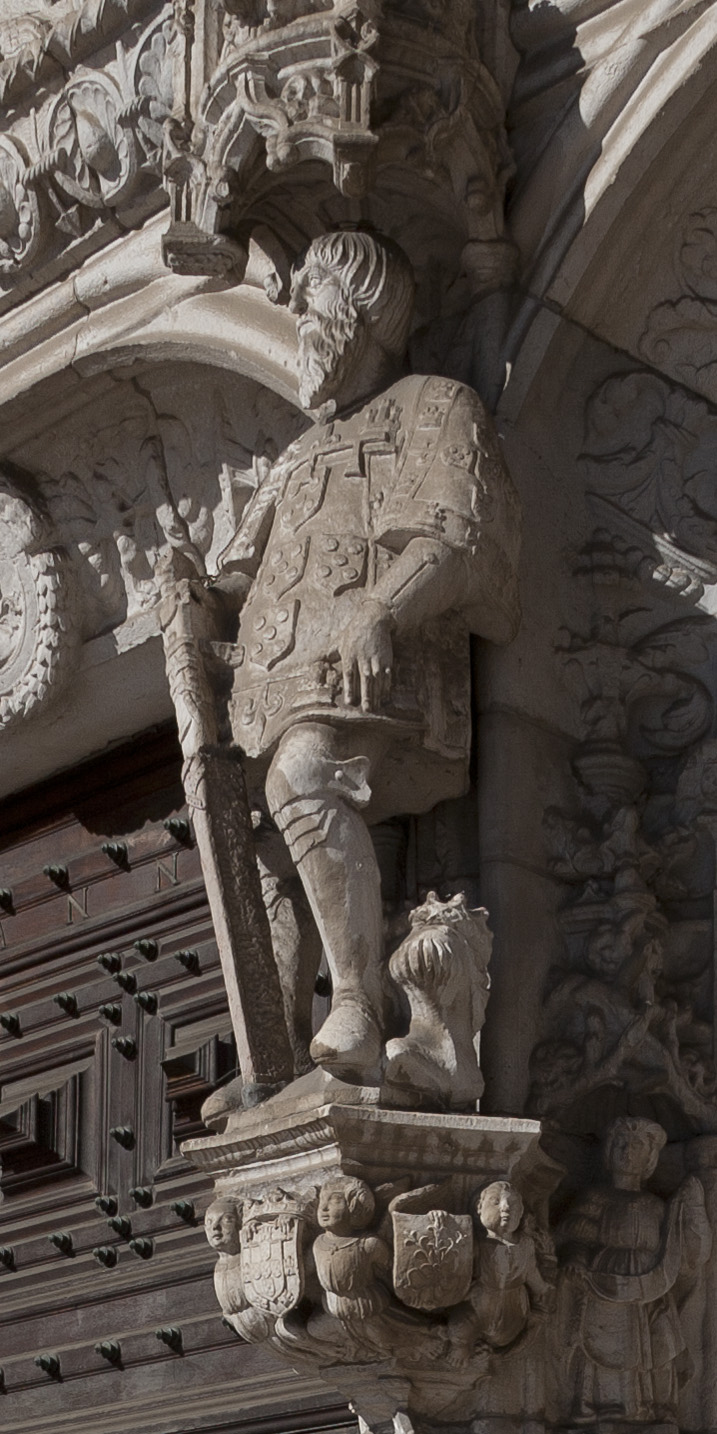
Hendrik de Zeevaarder in het zuidportaal
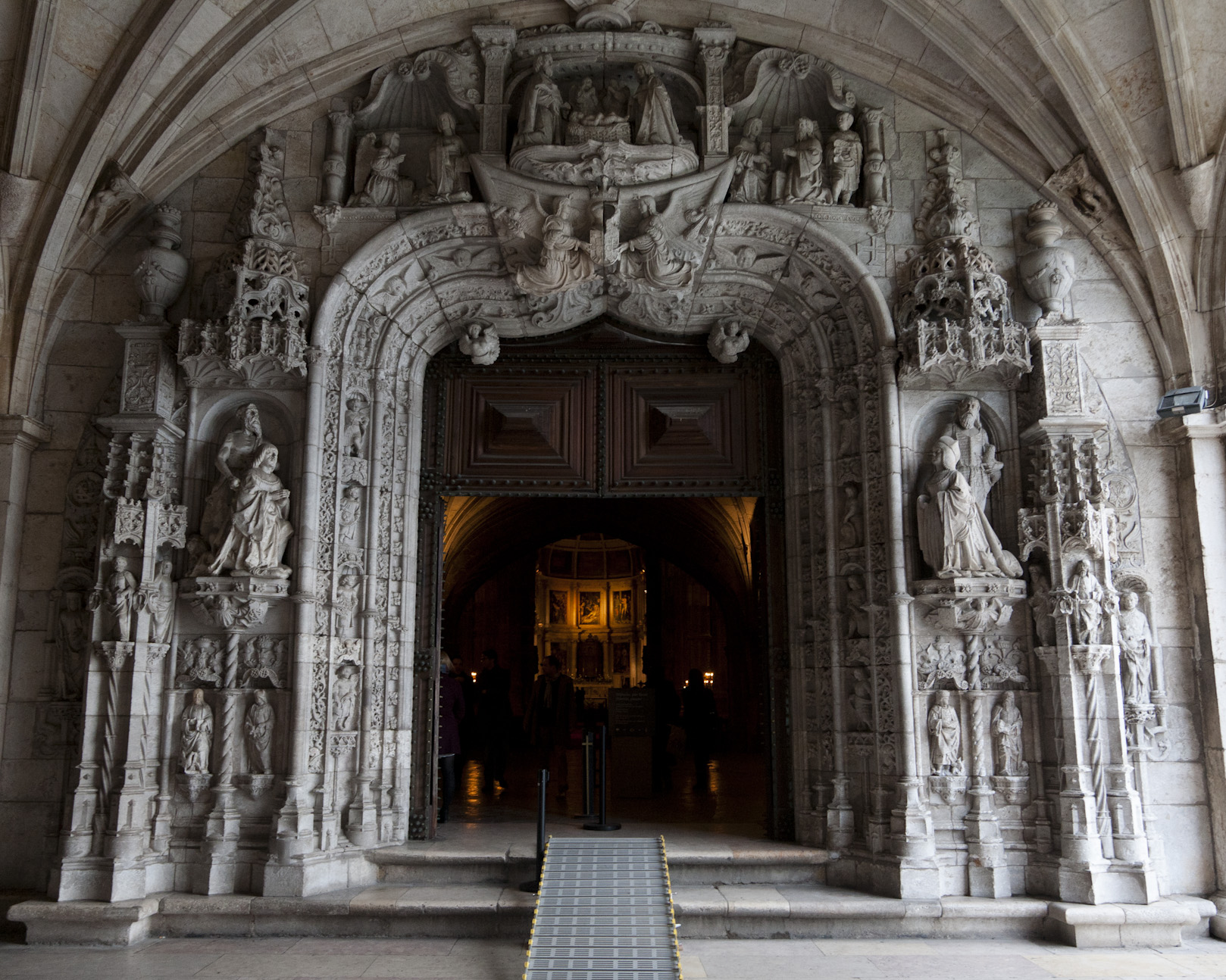
Westportaal
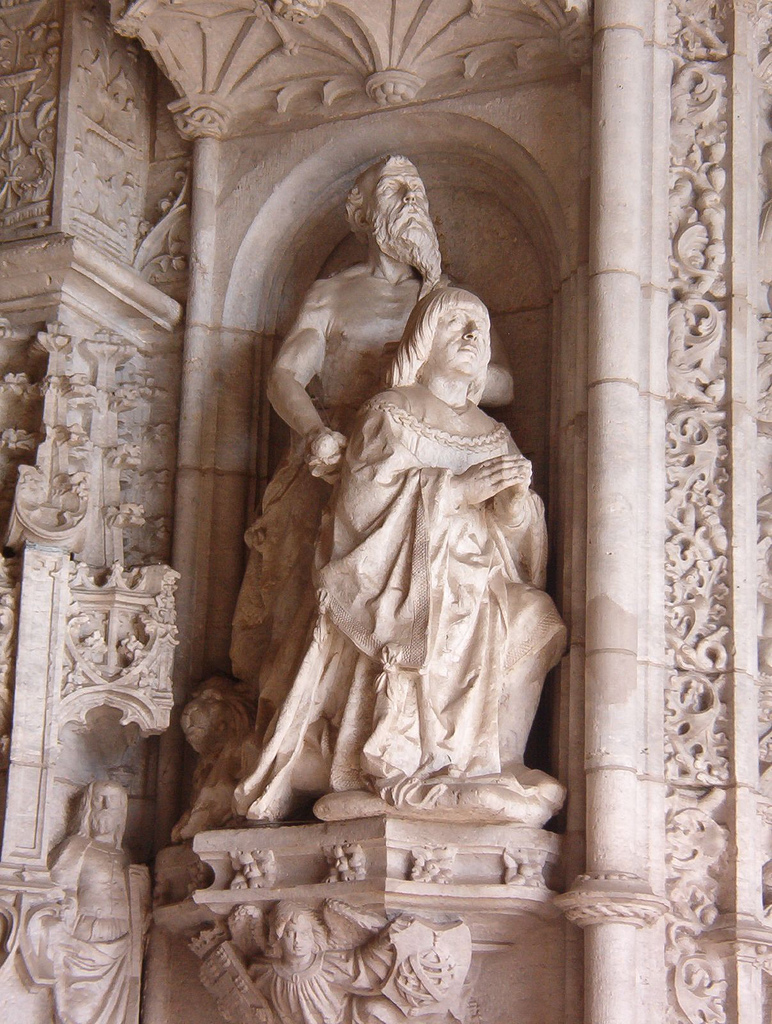
Koning Manuel I met Sint-Hiëronymus in het westportaal

## Kloostergang
De kloostergang was met twee overwelfde verdiepingen de eerste in zijn soort in Portugal en wordt beschouwd als een meesterwerk van de wereldarchitectuur. Hij heeft een vierkant grondplan met afgesneden hoeken. De harmonische synthese van stijlelementen uit de late gotiek en de vroeg- en hoogrenaissance is te danken aan drie opeenvolgende bouwmeesters: het oorspronkelijke ontwerp van Diogo de Boitaca werd aangepast door João de Castilho en voltooid door Diogo de Torralva.
De iconografische rijkdom van de kloostergang is opmerkelijk. Zelden zijn Europese gebouwen uit die tijd zo rijk gedecoreerd en met zoveel symboliek beladen. Religieuze symbolen (zoals elementen uit de passie van Christus) worden gecombineerd met regalia (het koninklijk wapenschild, de armillairsfeer en het kruis van de Orde van Christus) en naturalistische elementen (plantenmotieven en een middeleeuws aandoend imaginarium van fabeldieren). "De huldiging van het koningspaar, [...] de promotie van het passieverhaal en de declamatie van het Portugese epos [...] zijn hier samengebald tot een enkel discours [...] dat bijdraagt aan de mythische projectie van een hogere missie die het Portugese koninkrijk te vervullen heeft."
In de noordvleugel van de onderste kloostergang staat het sobere grafmonument van de modernistische dichter Fernando Pessoa (1888–1935), van de hand van Lagoa Henriques (1985).

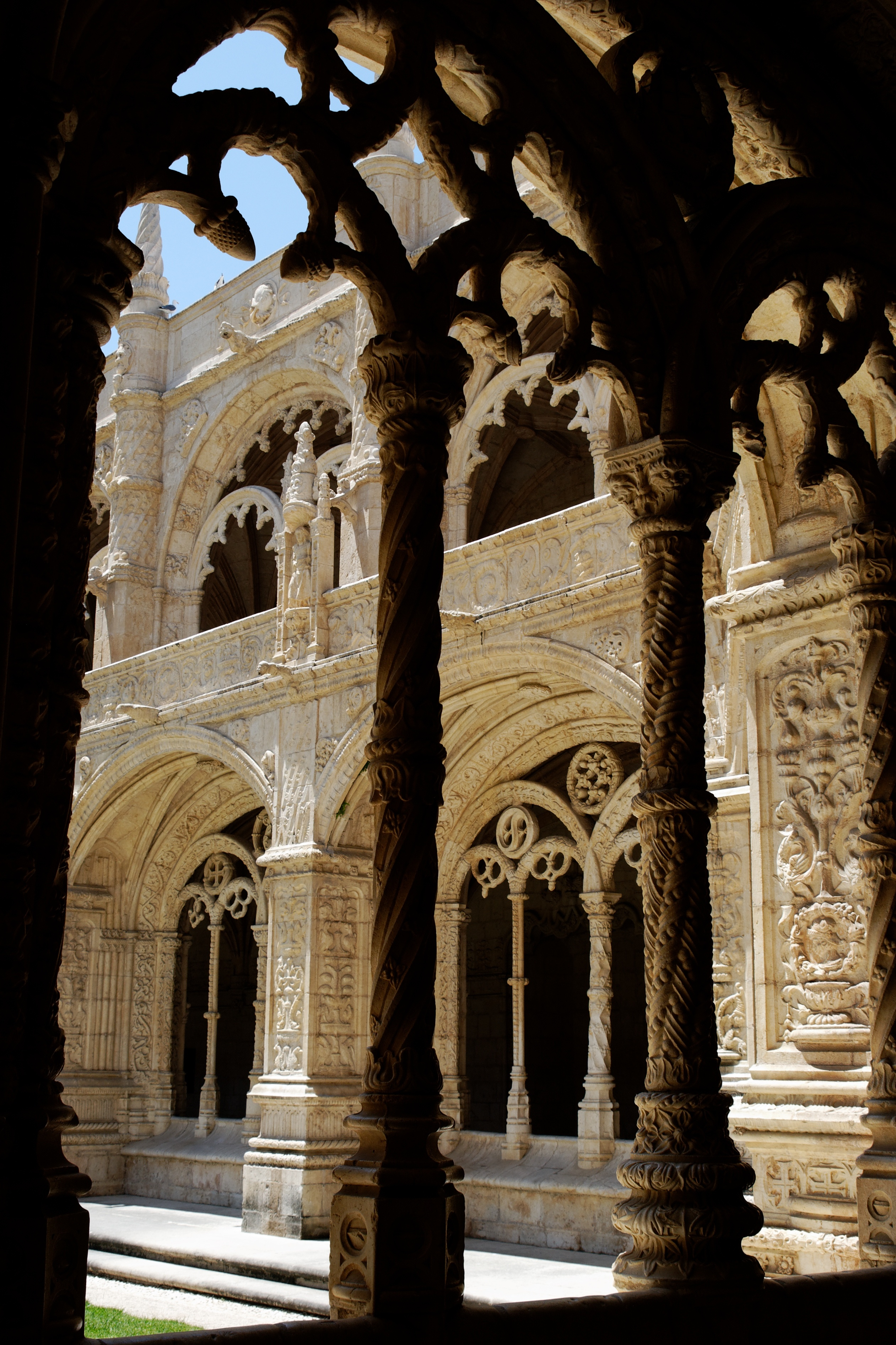
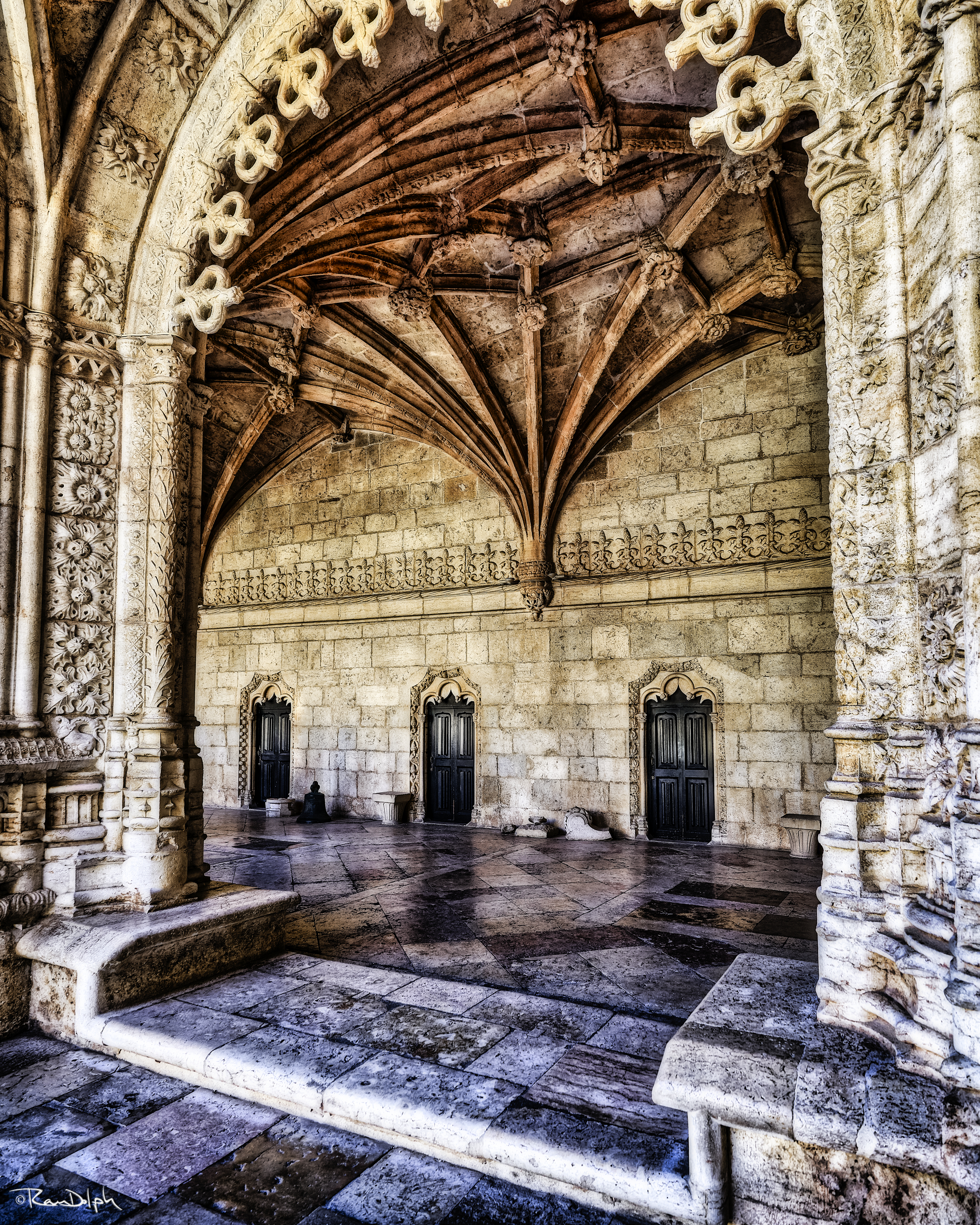
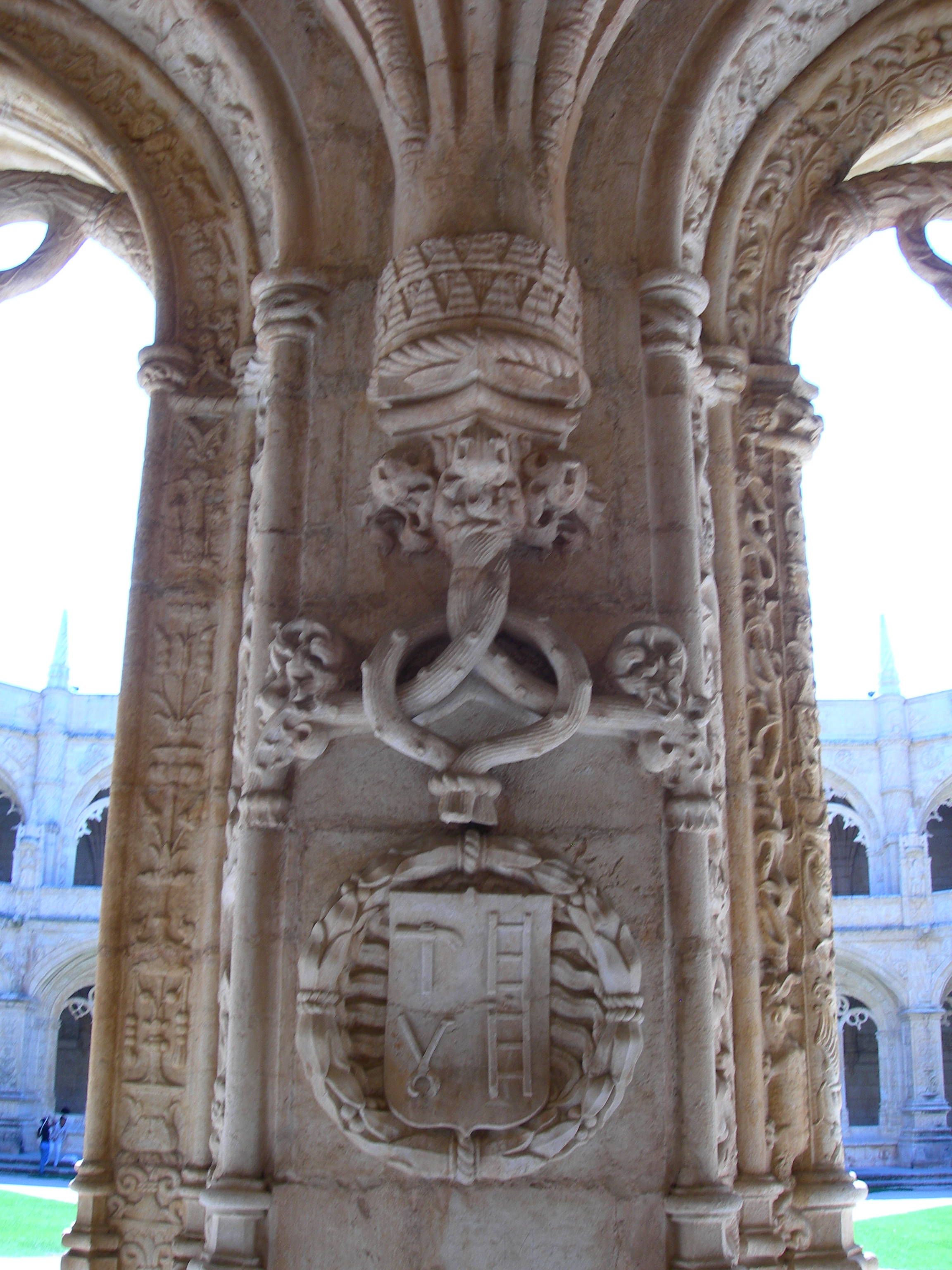
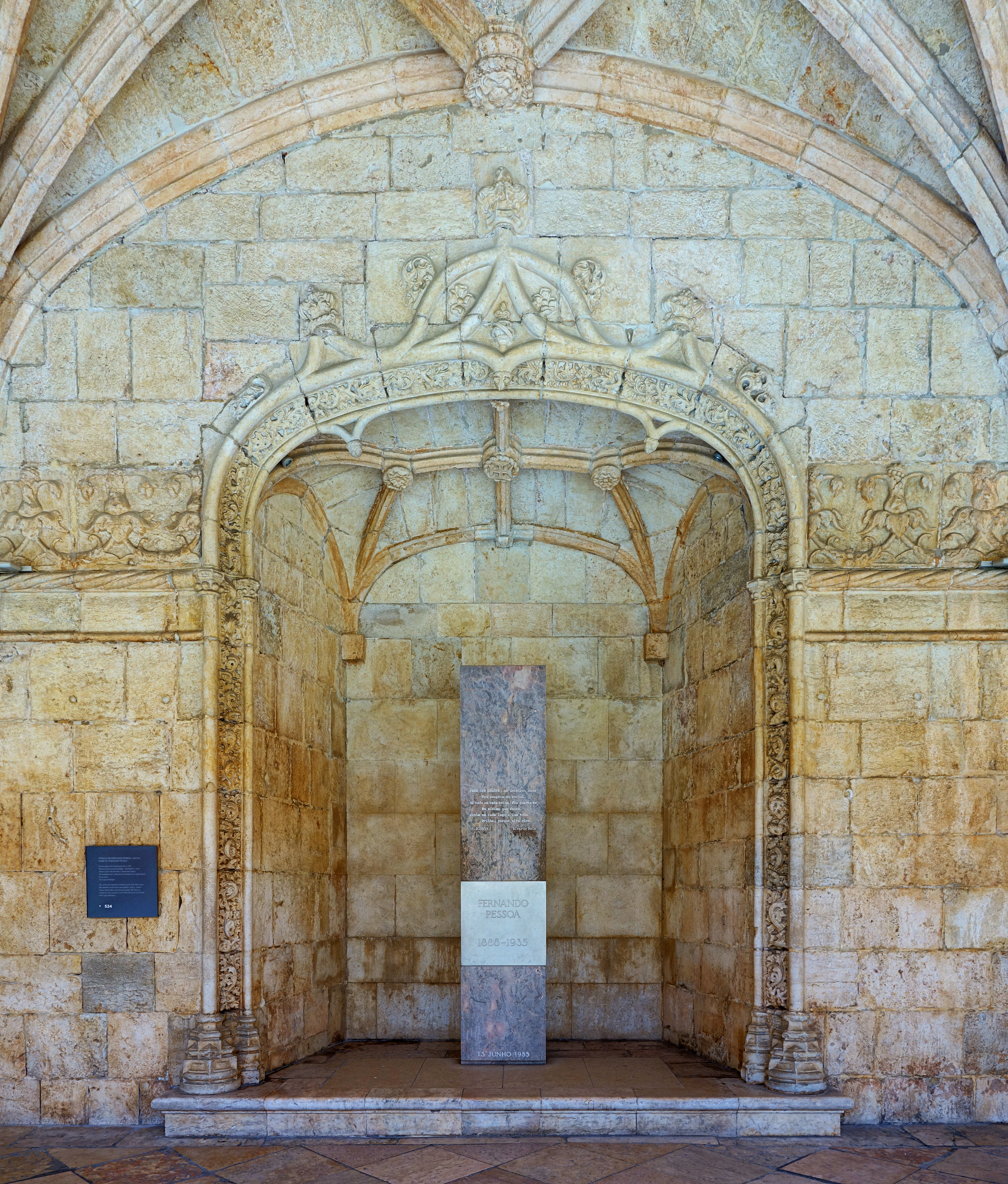
Graf van Fernando Pessoa

### Ruimtes rond de kloostergang
Verschillende ruimtes komen rechtstreeks op de kloostergang uit. De belangrijkste daarvan zijn de sacristiezaal, de kapittelzaal, het refectorium en de biechtkamers.
De grote sacristiezaal, waarvan het gewelf uitstraalt vanuit één centrale zuil, werd ontworpen door João de Castilho en gebouwd door Fernando de la Fermosa in 1517–1520. De houten wandmeubels dateren uit de 16e eeuw en zijn vermoedelijk ontworpen door Jerónimo de Ruão. In de kasten worden liturgische gewaden en andere misbenodigdheden bewaard. Op de wandpanelen staan veertien olieverfschilderijen met scènes uit het leven van Sint-Hiëronymus (rond 1600–1610, toegeschreven aan de maniëristische schilder Simão Rodrigues).
Het portaal van de kapittelzaal werd gebouwd door Rodrigo de Pontezilha in 1517–1518. De zaal werd nooit gebruikt waarvoor hij was bedoeld, want de gewelven en de decoratie werden pas in 1886 afgewerkt. Twee jaar later werd het grafmonument van de Portugese geschiedschrijver Alexandre Herculano (1810–1877) in het midden van de zaal geplaatst. Van het oorspronkelijke monument van de hand van Eduardo Augusto da Silva is na de verbouwingen in 1940 alleen de graftombe overgebleven. De kapittelzaal werd nadien ook een tijd gebruikt als pantheon voor andere Portugese persoonlijkheden, die later werden overgebracht naar het Panteão Nacional.
Het refectorium werd in 1517–1518 gebouwd door meester Leonardo Vaz en zijn gezellen. Het verlaagde kruisribgewelf is een duidelijk voorbeeld van de manuelijnse stijl. De muren onder de dikke stenen koorden zijn bekleed met een reeks azulejo's uit 1780–1785.
In de kloostergang geven twaalf deuren toegang tot de voormalige biechtkamers. De biechtvaders betraden de biechtkamers via de kloostergang en hoorden door ijzeren roosters de biecht van de confessanten, die langs de kerk binnenkwamen.

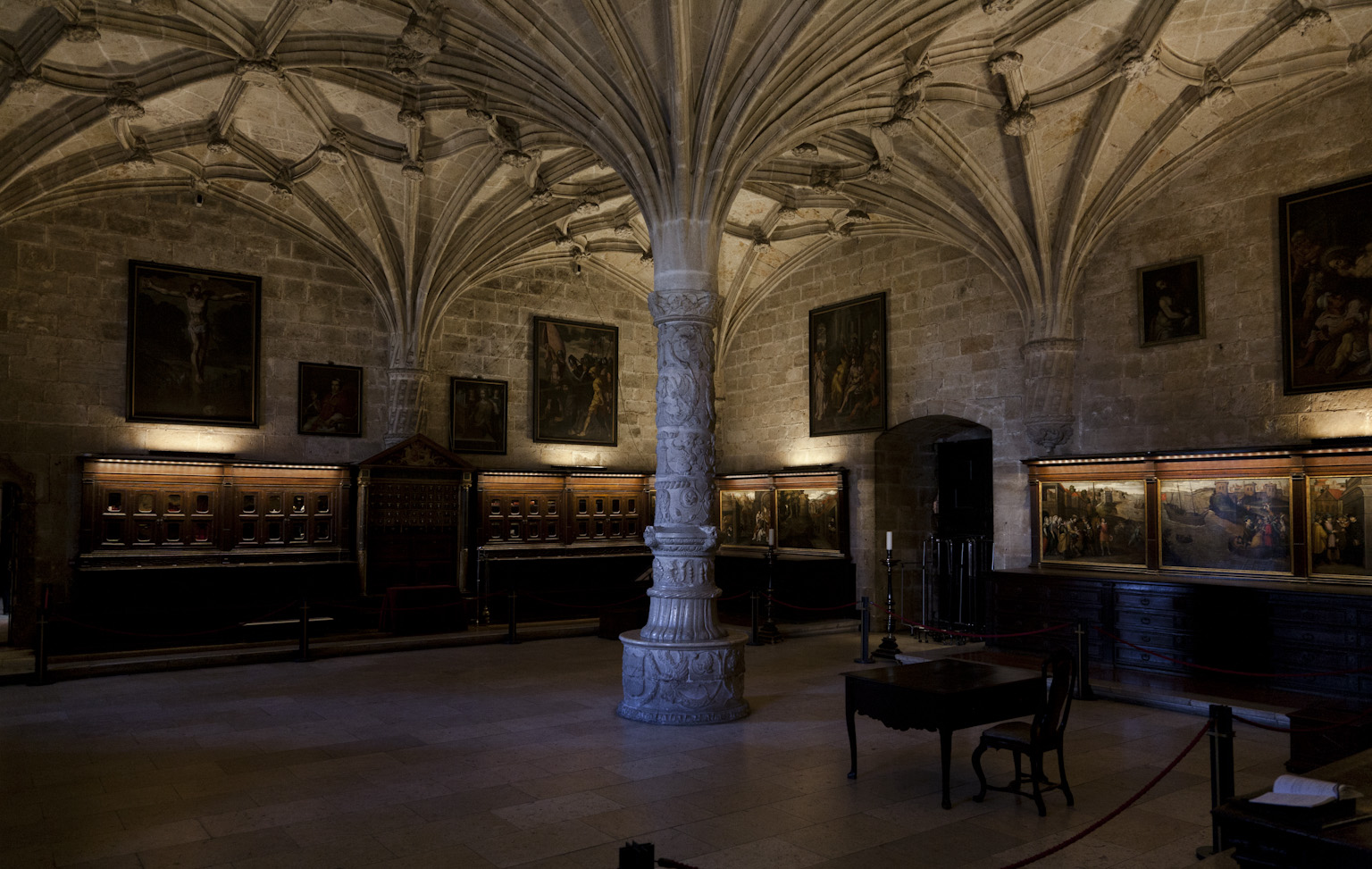
Sacristiezaal
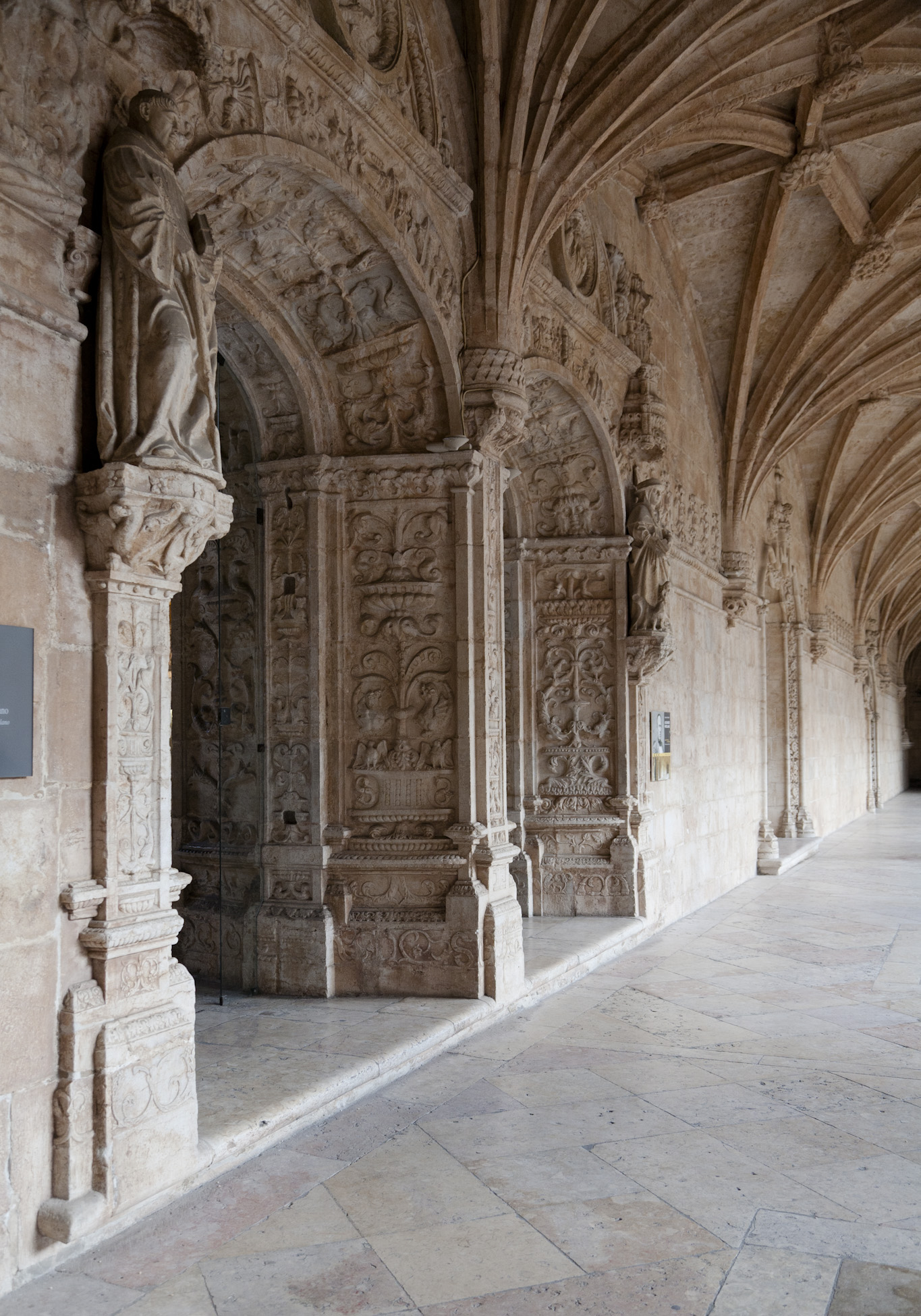
Portaal van de kapittelzaal
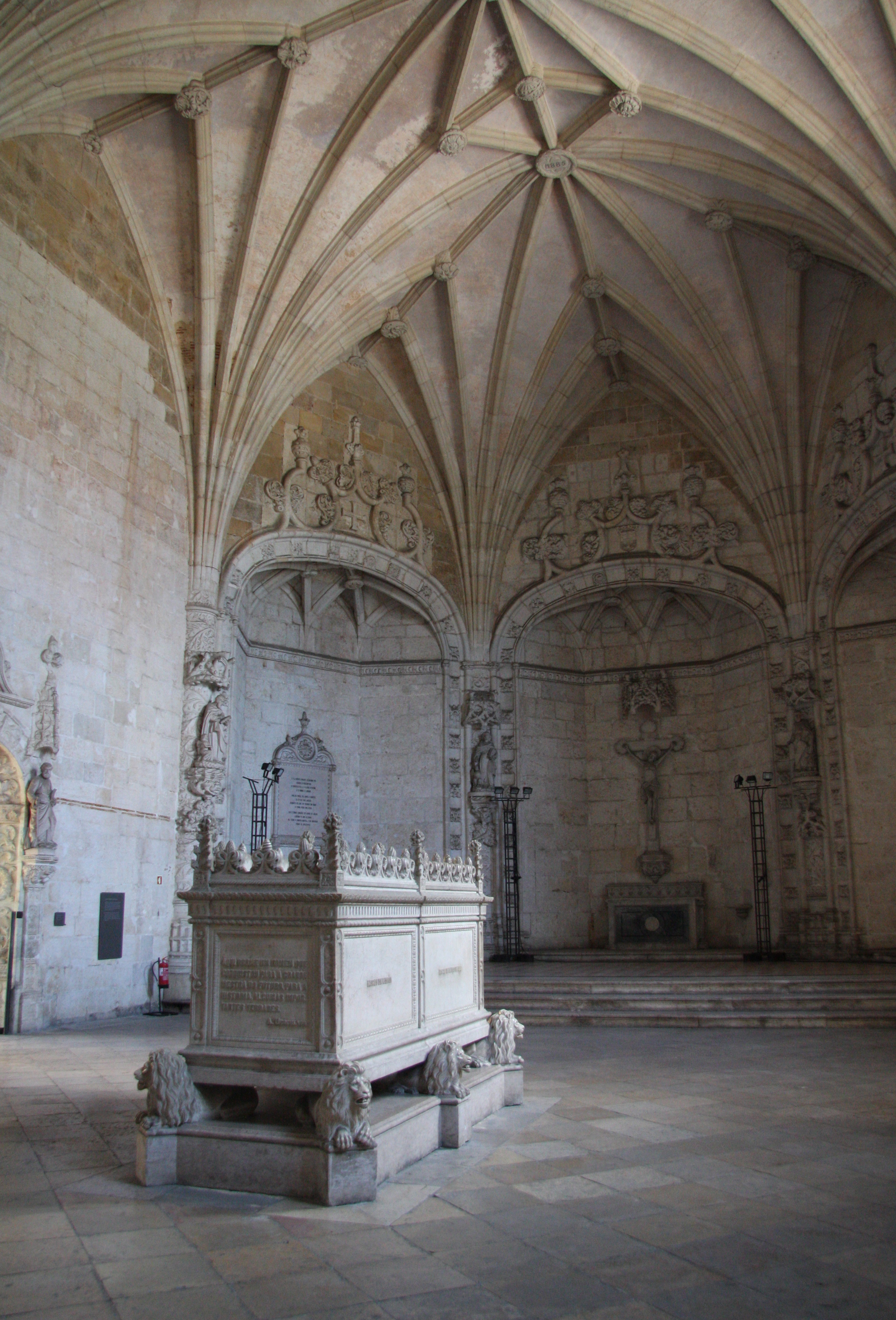
Kapittelzaal
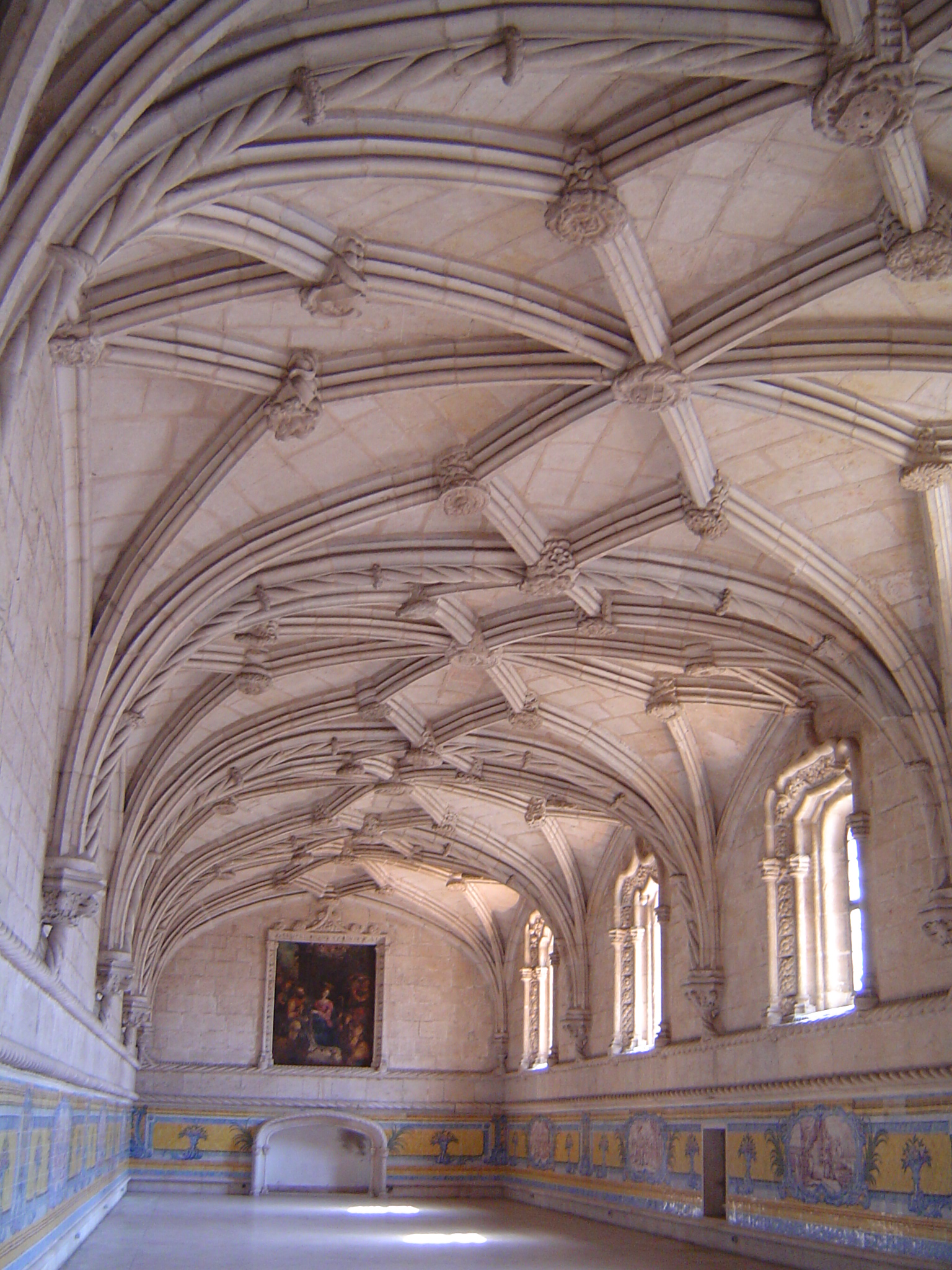
Refectorium
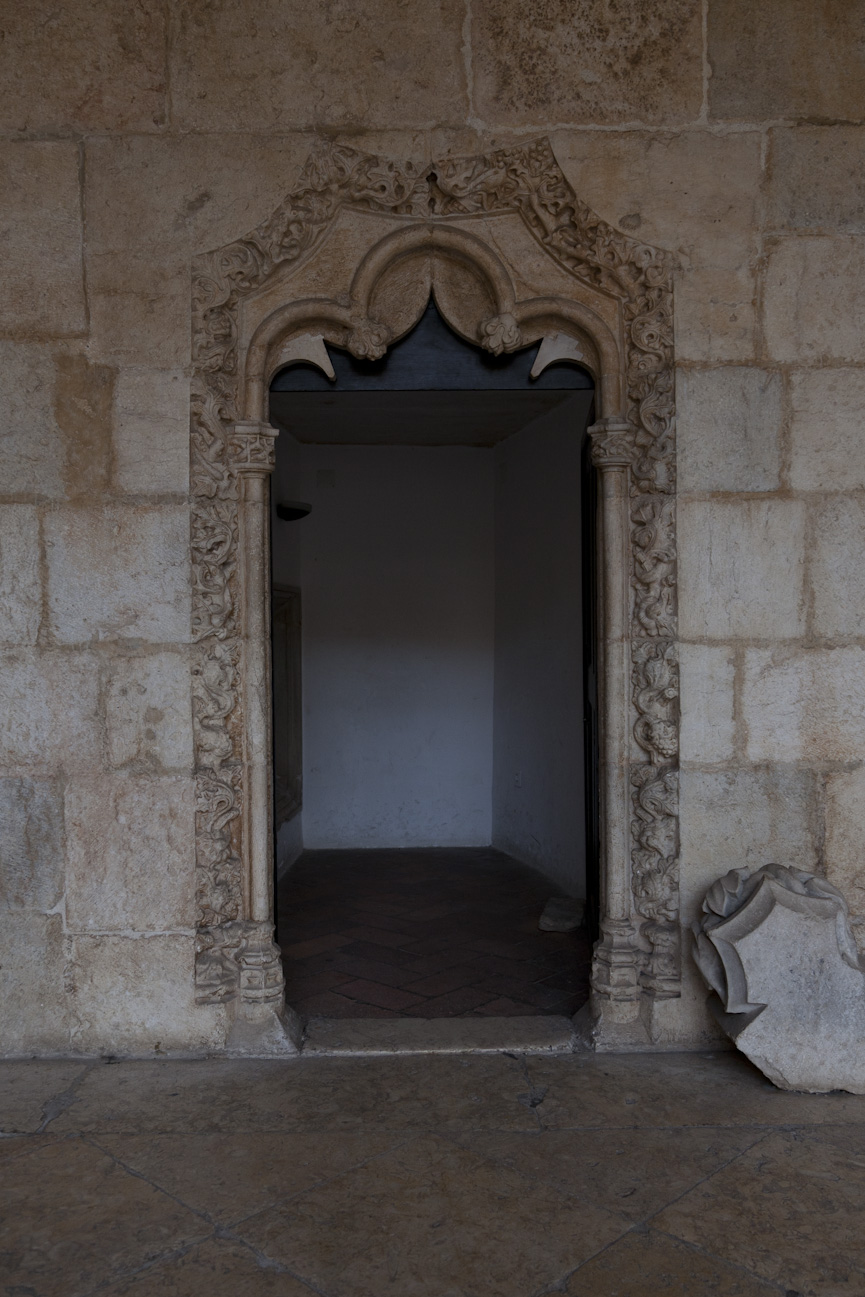
Een van de biechtkamers